# Eufaula (Oklahoma)
Eufaula é uma cidade localizada no estado norte-americano de Oklahoma, no Condado de McIntosh.

## Demografia
Segundo o censo norte-americano de 2000, a sua população era de 2639 habitantes.
Em 2006, foi estimada uma população de 2779, um aumento de 140 (5.3%).

## Geografia
De acordo com o United States Census Bureau tem uma área de
25,0 km², dos quais 17,2 km² cobertos por terra e 7,8 km² cobertos por água.

## Localidades na vizinhança
O diagrama seguinte representa as localidades num raio de 20 km ao redor de Eufaula.